# Limonium pectinatum
Limonium pectinatum är en triftväxtart som först beskrevs av William Aiton, och fick sitt nu gällande namn av Carl Ernst Otto Kuntze. Limonium pectinatum ingår i släktet rispar, och familjen triftväxter. Inga underarter finns listade i Catalogue of Life.

## Bildgalleri

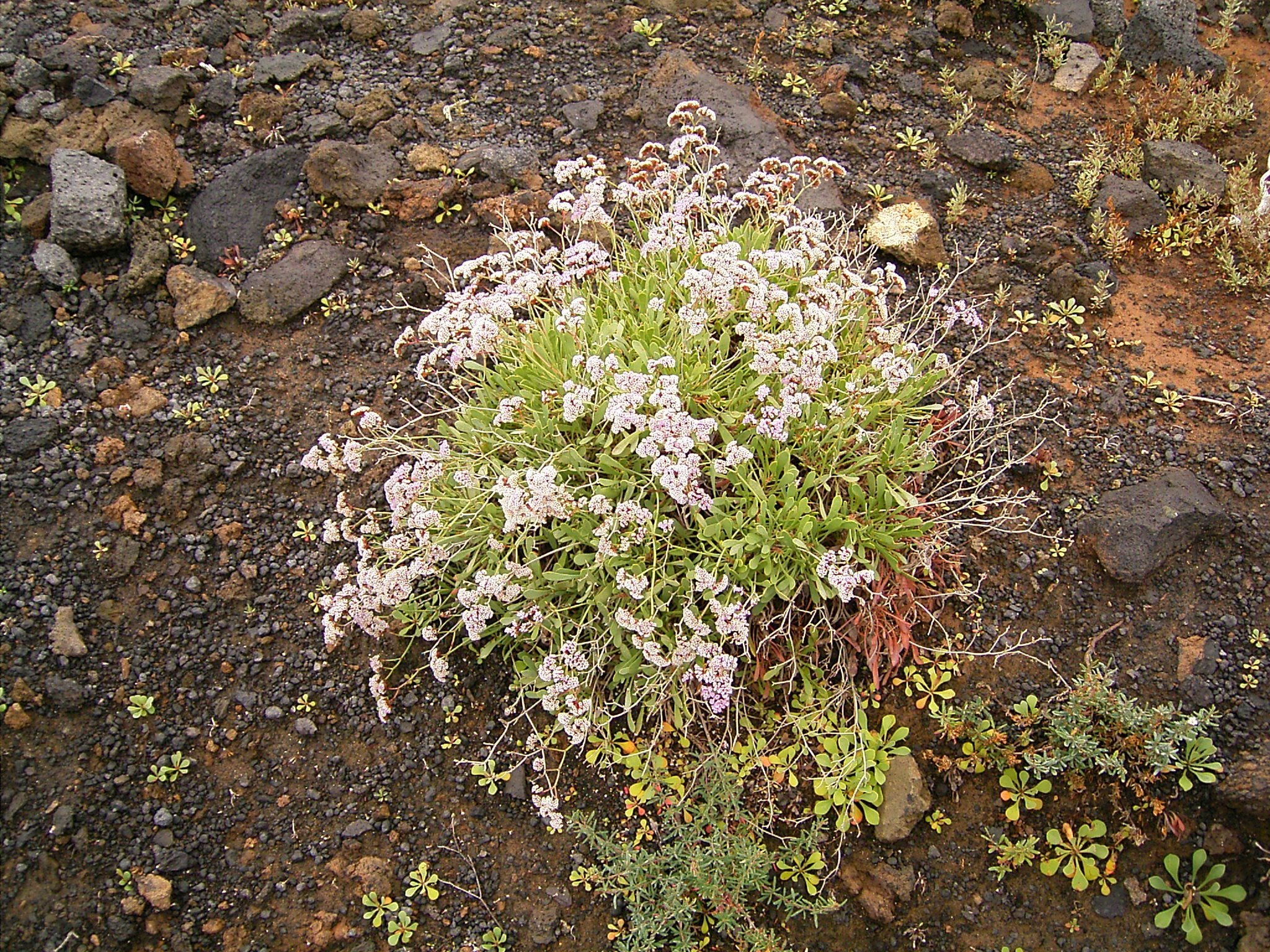
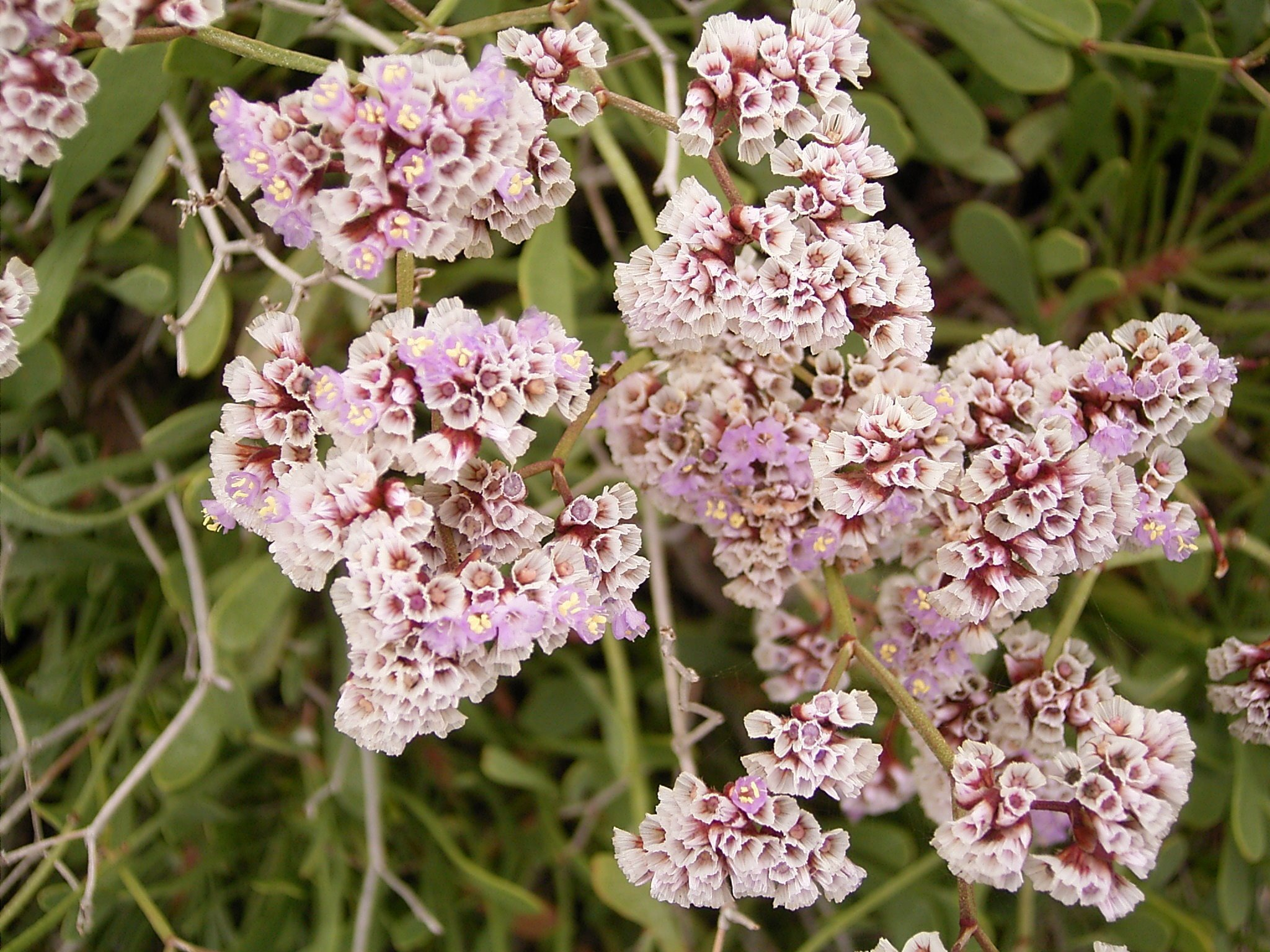
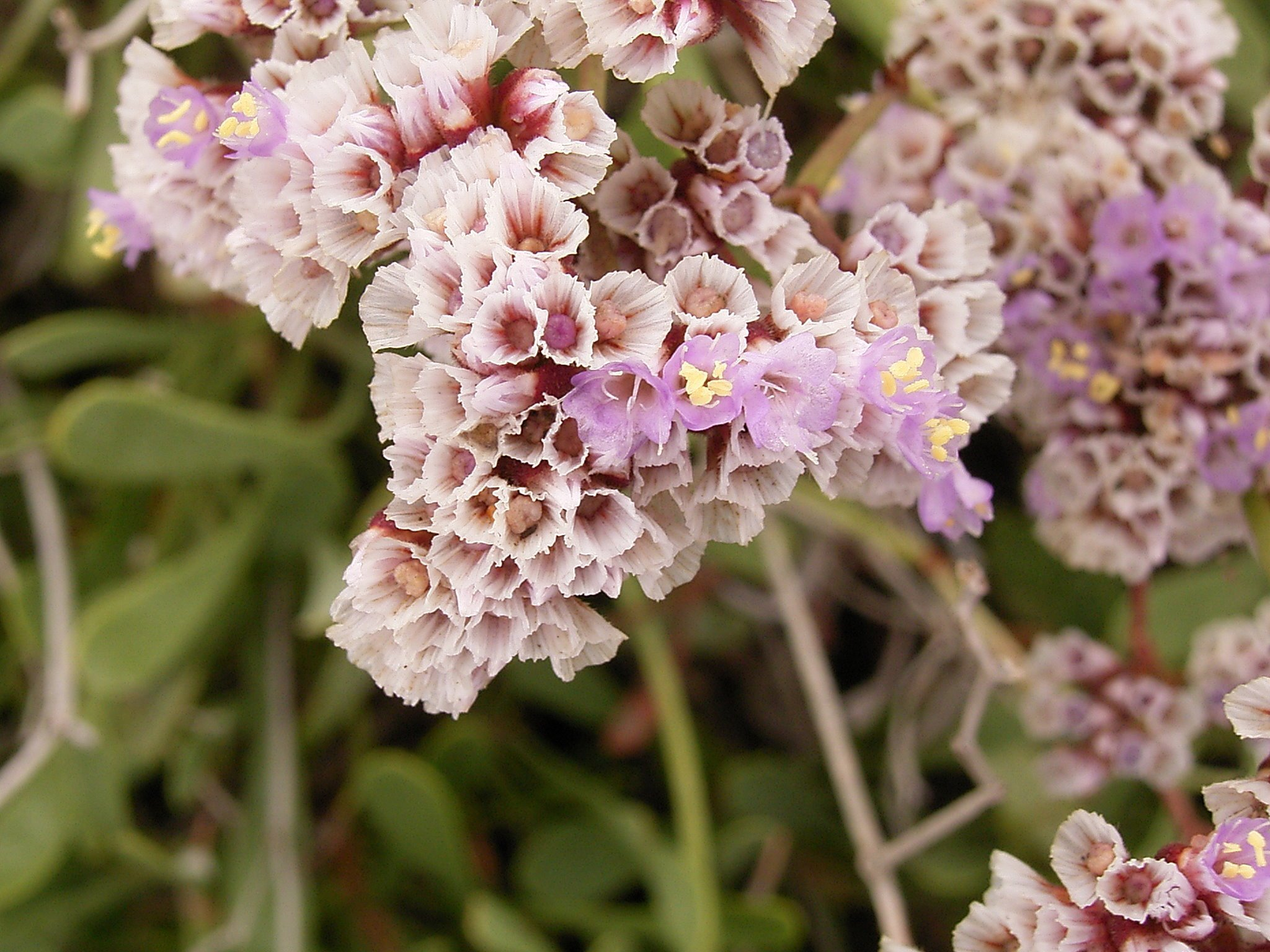
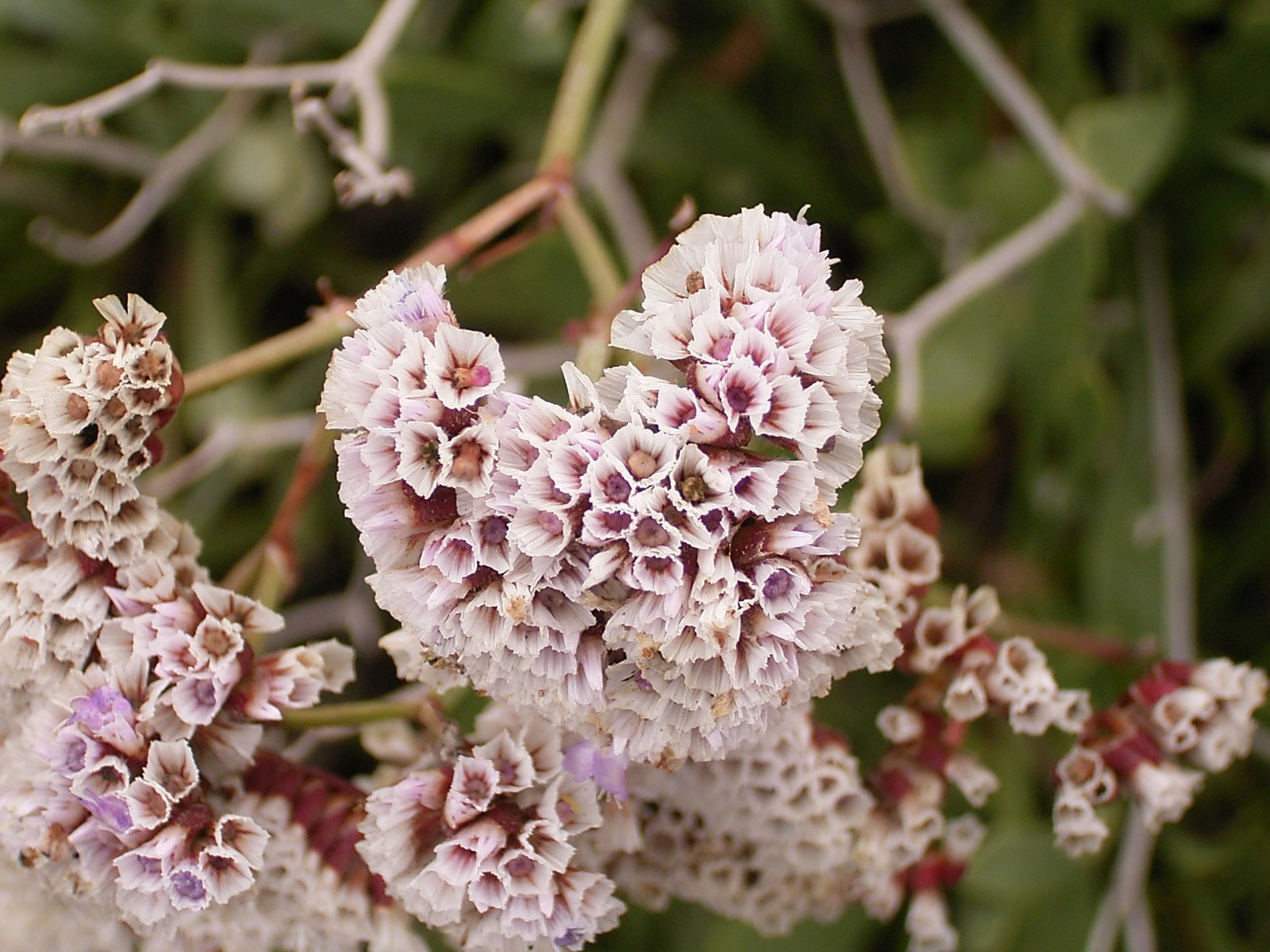
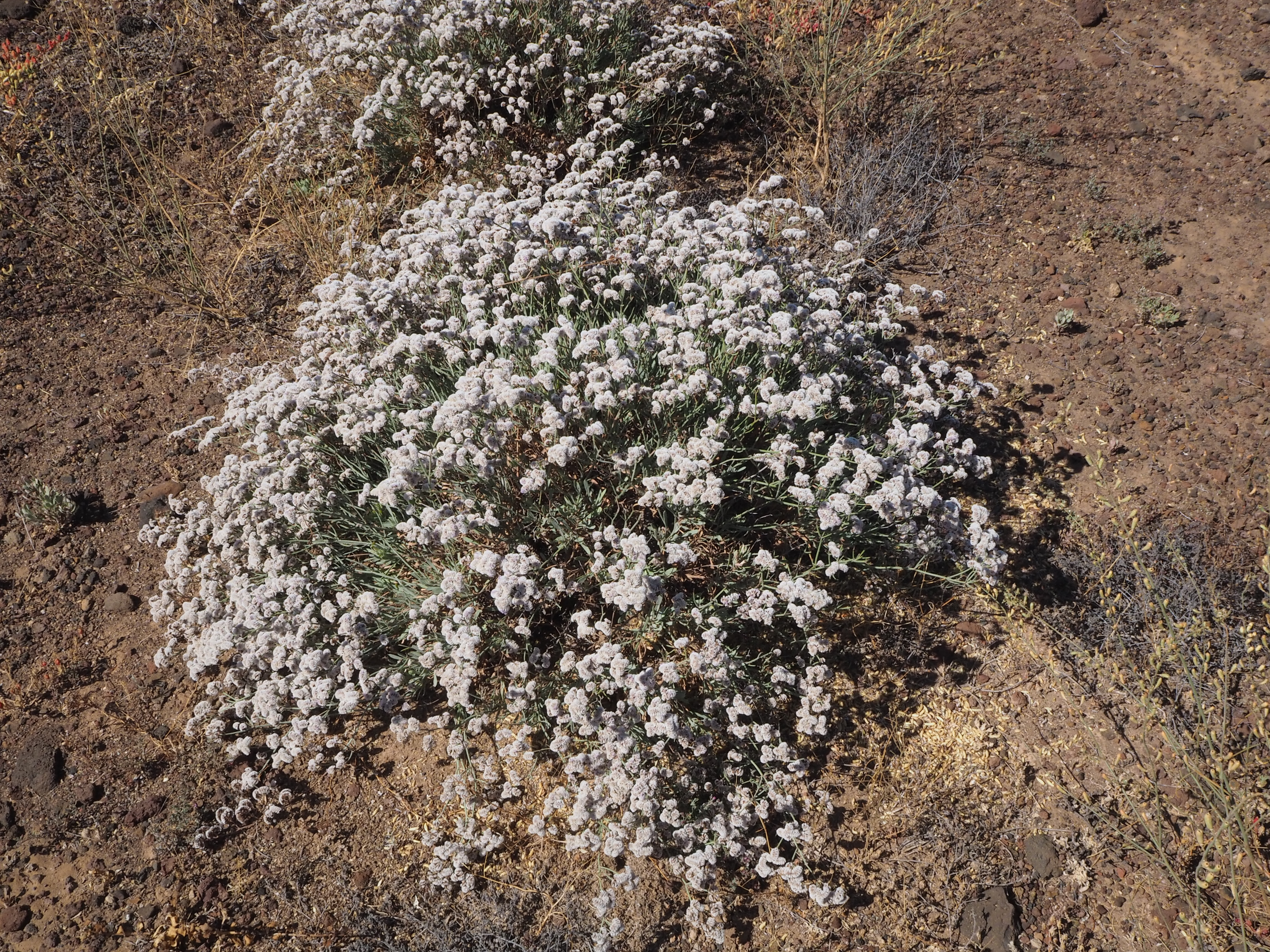
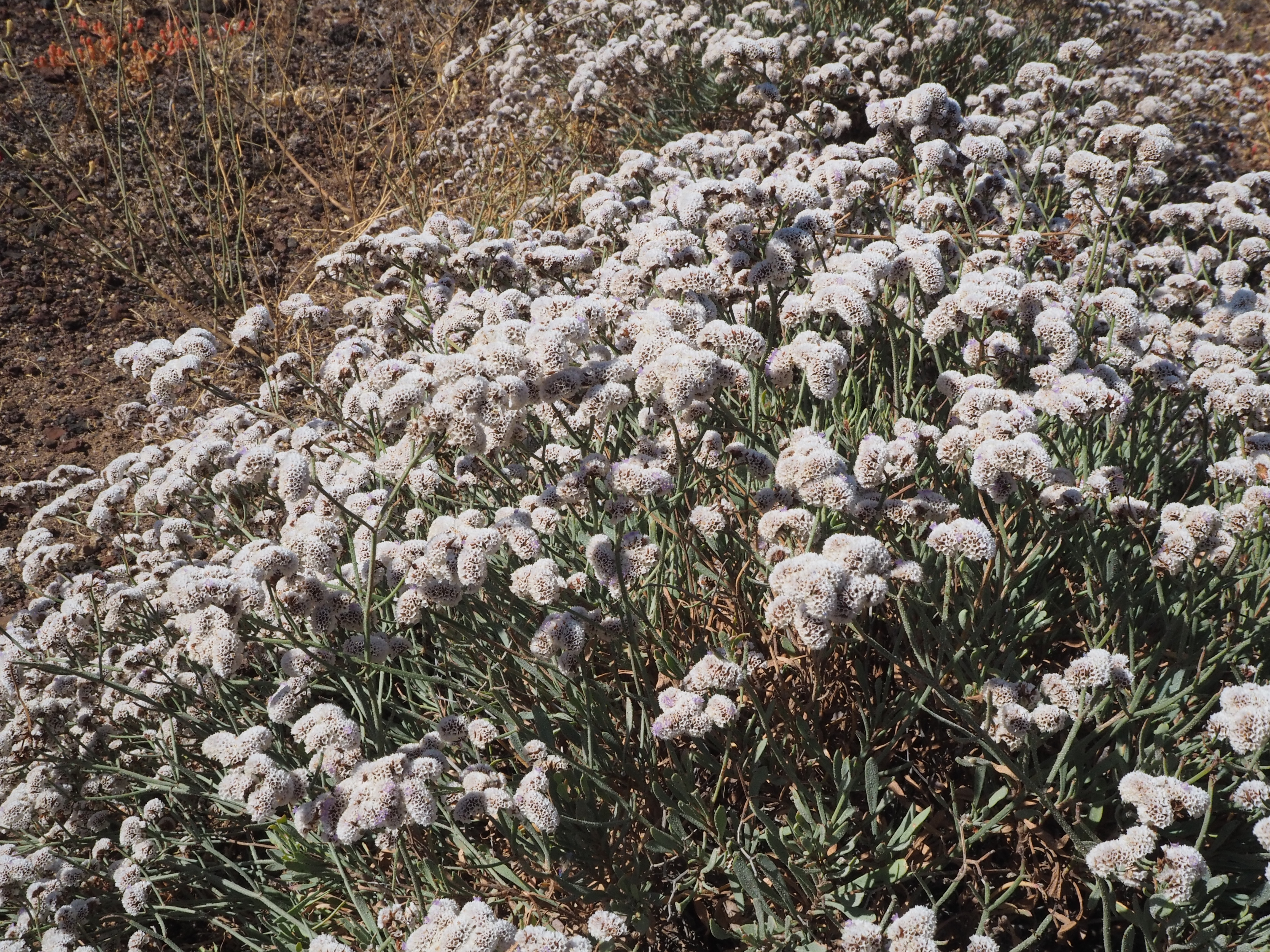